# Liste des épisodes d'Ulysse 31
Liste des épisodes d’Ulysse 31 avec leur résumé.

## Épisodes

### LeCyclopeou la Malédiction des dieux
- France : 3 octobre 1981 sur FR3

Sur la base spatiale de Troie, Priam discute avec Ulysse de son avenir. Les princes prétendants menacent en effet la paix sur Terre car Pénélope, femme d'Ulysse, sera contrainte de choisir un nouvel époux parmi eux si Ulysse ne revient pas avant la prochaine comète. L'épisode enchaîne sur le douzième anniversaire de Télémaque, qu'il fête sur l’Odysseus en compagnie de nombreux invités. Il reçoit comme cadeau d’Ulysse, son père, un petit robot rouge qui se nomme Nono. Après la fête d'anniversaire, l’Odysseus et tous les compagnons partent pour la Terre. Euryclée, compagnonne d'Ulysse, indique à Shyrka, l’ordinateur central du vaisseau, les coordonnées de la Terre.

### Hératos
- France : 10 octobre 1981 sur FR3

### Les Fleurs sauvages
- France : 17 octobre 1981 sur FR3

### Chronos
- France : 24 octobre 1981 sur FR3

### La Planète perdue
- France : 31 octobre 1981 sur FR3

### Éoleou le Coffret des vents cosmiques
- France : 7 novembre 1981 sur FR3

### Sisypheou l'Éternel Recommencement
- France : 14 novembre 1981 sur FR3

### La Révolte des compagnons
- France : 21 novembre 1981 sur FR3

### LeSphynx
- France : 28 novembre 1981 sur FR3

### LesLestrygons
- France : 5 décembre 1981 sur FR3

### Charybde et Scylla
- France : 12 décembre 1981 sur FR3

### Le Fauteuil de l'oubli
- France : 19 décembre 1981 sur FR3

### Les Sirènes
- France : 26 décembre 1981 sur FR3

### Le Marais des doubles
- France : 2 janvier 1982 sur FR3

### La Deuxième Arche
- France : 9 janvier 1982 sur FR3

### Circéla magicienne
- France : 16 janvier 1982 sur FR3

### Néréeou la Vérité engloutie
- France : 23 janvier 1982 sur FR3

### Le Labyrinthe duMinotaure
- France : 30 janvier 1982 sur FR3

### Atlas
- France : 6 février 1982 sur FR3

### Le Magicien noir
- France : 13 février 1982 sur FR3

### Les Révoltées deLemnos
- France : 20 février 1982 sur FR3

### La Cité de Cortex
- France : 27 février 1982 sur FR3

### Ulysse rencontre Ulysse
- France : 6 mars 1982 sur FR3

### LesLotophages
- France : 13 mars 1982 sur FR3

### Calypso
- France : 20 mars 1982 sur FR3

### Le Royaume d'Hadès
- France : 27 mars 1982 sur FR3